# Línea 30 (EMT Madrid)
La línea 30 de la EMT de Madrid une el área intermodal de la avenida de Felipe II con el área intermodal de Pavones, en el distrito de Moratalaz.

## Características
La línea 30 fue creada en 1960, siendo la primera en acercar Moratalaz al centro de la ciudad y a su hospital de referencia, si bien la Avenida de Felipe II no es el centro propiamente dicho, permite conectar con el metro en la estación de Goya para llegar al centro.
Su recorrido en Moratalaz se fue ampliando a medida que se iba consolidando el distrito. Finalizaba en un inicio en la Plaza del Corregidor Conde Maceda, para posteriormente ser ampliada a la Plaza del Corregidor Antonio Mena y finalmente a Doctor García Tapia, en su intersección con la calle Fuente Carrantona.
El 7 de junio de 2003 se prolongó su recorrido en Moratalaz desde C/ El Cairo continua por C/ Luís de Hoyos Sainz, C/ Hacienda de Pavones, estableciendo su nueva cabecera esquina a C/ Fuente Carrantona y desde su nueva cabecera en C/ Hacienda de Pavones continua por C/ Luís de Hoyos Sainz, C/ El Cairo a su ruta habitual.
Antes de la finalización del área intermodal de Pavones en julio de 2005, la línea acababa su recorrido en la calle Hacienda de Pavones esquina Luis de Hoyos Sainz, punto desde el cual se amplió su recorrido para juntar su cabecera con la de otras líneas que daban servicio al distrito de Moratalaz. En ese momento, la línea pasó de denominarse Avda. Felipe II - Moratalaz a Avda. Felipe II - Pavones

### Frecuencias
| Lunes a viernes laborables |               |
| De 6:00 a 8:00             | 7-15 minutos  |
| De 8:00 a 21:00            | 6-9 minutos   |
| De 21:00 a 23:00           | 7-16 minutos  |
| Sábados laborables         |               |
| De 6:00 a 9:00             | 14-23 minutos |
| De 9:00 a 22:00            | 9-16 minutos  |
| De 22:00 a 23:00           | 13-22 minutos |
| Domingos y festivos        |               |
| De 7:00 a 10:00            | 15-21 minutos |
| De 10:00 a 21:00           | 13-18 minutos |
| De 21:00 a 23:00           | 15-26 minutos |

## Recorrido y paradas

### Sentido Pavones
La línea inicia su recorrido en la Avenida de Felipe II, en tramo situado entre las calles de Narváez y Alcalá, junto a la estación de Goya de Metro. Saliendo desde aquí toma la calle de Alcalá girando a la derecha y de nuevo gira a la derecha en la siguiente intersección para tomar la calle de Goya
Por la calle de Goya llega hasta el final girando a la derecha por la calle del Doctor Esquerdo, por la que circula hasta la intersección con la calle de Los Astros, en el barrio de la Estrella.
A continuación, gira a la izquierda para tomar la calle de Los Astros, que se junta con la calle Estrella Polar, por la que sigue su recorrido hasta llegar al puente que franquea la M-30 para entrar en Moratalaz.
Dentro de Moratalaz, la línea sube por el Camino de Vinateros hasta la intersección con la calle del Arroyo de la Media Legua, donde gira a la derecha para incorporarse a ésta, girando poco después a la izquierda por la calle Entrearroyos, que recorre entera hasta la Plaza del Corregidor Sancho de Córdoba, donde toma la calle Arroyo de las Pilillas, que la lleva hasta la Plaza del Encuentro.
Al llegar a la Plaza del Encuentro, sale por la calle Hacienda de Pavones, que recorre hasta la Plaza del Conde de Maceda y Taboada, donde gira a la izquierda por la calle Pico de Artilleros, que recorre hasta llegar a la Plaza del Corregidor Licenciado A. Mena, donde gira de nuevo a la derecha por la Avenida del Doctor García Tapia.
La línea recorre esta avenida hasta la intersección con la calle Laponia, por donde circula a continuación girando a la derecha y recorre esta calle hasta la intersección con la calle El Cairo, por la que se mete girando a la derecha para, en la siguiente intersección, tomar la calle Luis de Hoyos Sainz.
A continuación, la línea circula por esta calle hasta la intersección con la calle Hacienda de Pavones, por la que circula girando a la derecha, y poco después gira de nuevo a la izquierda para entrar en la isla de dársenas del área intermodal de Pavones, donde tiene su cabecera.
| Código | Parada                                  | Común con             | Conexiones con Metro | Otros |
| ------ | --------------------------------------- | --------------------- | -------------------- | ----- |
| 5092   | FELIPE II                               |                       | Goya                 |       |
| 255    | Felipe II                               | E4                    |                      |       |
| 1254   | Doctor Esquerdo-Goya                    |                       |                      |       |
| 150    | Casa de la Moneda                       | 2 56 71 143 156 E4 E5 | O'Donnell            |       |
| 1256   | Hospital Gregorio Marañón               | 2 56 143 156          |                      |       |
| 4712   | Metro Sainz de Baranda                  | 56 143 156            | Sainz de Baranda     |       |
| 4714   | Samaria                                 | 56 143 156            |                      |       |
| 822    | Astros                                  | 20 32                 |                      |       |
| 824    | Estrella                                | 20 32                 |                      |       |
| 826    | Vinateros-Centro Comercial              | 20 32                 | Estrella             |       |
| 4977   | Corregidor Diego Valderrábano           | 32                    |                      |       |
| 1260   | Vinateros-Media Legua                   | 32                    |                      |       |
| 1262   | Media Legua                             | 32 113                |                      |       |
| 1264   | Entrearroyos                            | 32                    |                      |       |
| 1266   | Corregidor Sancho de Córdoba            | 32                    |                      |       |
| 853    | Plaza del Encuentro                     | 20 100                |                      |       |
| 837    | Hacienda de Pavones-Alonso de Tobar     | 20 100                |                      |       |
| 838    | Hacienda de Pavones-Cañada              | 20 100                |                      |       |
| 51016  | Pico Artilleros-Corregidor Conde Maceda |                       |                      |       |
| 1268   | Metro Artilleros                        | 71                    | Artilleros           |       |
| 1271   | Pico Artilleros-Luis de Hoyos           | 32                    |                      |       |
| 4641   | Pico Artilleros                         | 32                    |                      |       |
| 1272   | Pico Artilleros-García Tapia            | 32                    |                      |       |
| 1274   | García Tapia-Molina de Segura           |                       |                      |       |
| 5884   | García Tapia-Oberón                     |                       |                      |       |
| 1278   | Fuente Carrantona-García Tapia          |                       |                      |       |
| 4755   | Fuente Carrantona-García Tapia          |                       |                      |       |
| 4757   | García Tapia-Laponia                    | 100                   |                      |       |
| 4761   | Laponia                                 |                       |                      |       |
| 4760   | El Cairo                                |                       |                      |       |
| 5385   | Luis de Hoyos-Damasco                   |                       |                      |       |
| 4374   | Centro de Salud Pavones                 | 8 71 E4               |                      |       |
| 2731   | Centro de Especialidades de Moratalaz   | 20 32 71              |                      |       |
| 4422   | PAVONES (Intercambiador)                |                       | Pavones              |       |

### Sentido Felipe II
El recorrido de la línea es igual al de la ida pero en sentido contrario.
| Código | Parada                                      | Común con       | Conexiones con Metro | Otros |
| ------ | ------------------------------------------- | --------------- | -------------------- | ----- |
| 4422   | PAVONES (Intercambiador)                    |                 | Pavones              |       |
| 2730   | Centro de Especialidades de Moratalaz       | 20 32 71        |                      |       |
| 5387   | Centro de Salud Pavones                     |                 |                      |       |
| 5386   | Luis de Hoyos-Damasco                       |                 |                      |       |
| 5383   | El Cairo                                    |                 |                      |       |
| 5384   | Laponia                                     |                 |                      |       |
| 4758   | García Tapia-Laponia                        | 100             |                      |       |
| 4756   | Fuente Carrantona-García Tapia              |                 |                      |       |
| 1327   | Fuente Carrantona-García Tapia              |                 |                      |       |
| 1277   | García Tapia-Oberón                         |                 |                      |       |
| 1275   | García Tapia-Molina de Segura               |                 |                      |       |
| 1273   | Corregidor Antonio Mena                     | 32              |                      |       |
| 4640   | Pico Artilleros                             | 32              |                      |       |
| 1270   | Pico Artilleros 102                         |                 |                      |       |
| 1269   | Metro Artilleros                            | 71              | Artilleros           |       |
| 51013  | Hacienda de Pavones-Corregidor Conde Maceda | 20              |                      |       |
| 839    | Hacienda de Pavones-Cañada                  | 20 100          |                      |       |
| 851    | Hacienda de Pavones-Alonso de Tobar         | 20 100          |                      |       |
| 852    | Plaza del Encuentro                         | 20              |                      |       |
| 1267   | Corregidor Sancho de Córdoba                | 32              |                      |       |
| 1265   | Entrearroyos                                | 32              |                      |       |
| 1263   | Media Legua                                 | 32 113          |                      |       |
| 1261   | Vinateros-Media Legua                       | 32              |                      |       |
| 827    | Vinateros-Calle 30                          | 20 32           | Estrella             |       |
| 825    | Estrella                                    | 20 32           |                      |       |
| 823    | Astros-Cruz del Sur                         | 20              |                      |       |
| 4715   | Samaria                                     | 56 143 156      |                      |       |
| 4713   | Metro Sainz de Baranda                      | 56 143 156      | Sainz de Baranda     |       |
| 1257   | Hospital Gregorio Marañón                   | 2 56 143 156    |                      |       |
| 5822   | Doctor Esquerdo-O'Donnell                   | 2 56 143 156    |                      |       |
| 151    | Casa de la Moneda                           | 2 56 71 143 156 | O'Donnell            |       |
| 1255   | Doctor Esquerdo-Goya                        |                 |                      |       |
| 1252   | Palacio de los Deportes                     | C1              |                      |       |
| 5092   | FELIPE II                                   |                 | Goya                 |       |

## Galería de imágenes

Mapa zonal de la estación de metro de Pavones con los recorridos de las líneas de autobuses, entre las que aparece el 30.